# ولادنی
ولادنی (به لاتین: Vladni) یک منطقهٔ مسکونی در مونته‌نگرو است که در شهرداری توزی واقع شده‌است. ولادنی ۴۷۴ نفر جمعیت دارد.